# HD 149447
HD 149447 (H Scorpii) é uma estrela na direção da Scorpius. Possui uma ascensão reta de 16h 36m 22.46s e uma declinação de −35° 15′ 19.3″. Sua magnitude aparente é igual a 4.18. Considerando sua distância de 339 anos-luz em relação à Terra, sua magnitude absoluta é igual a −0.90. Pertence à classe espectral K5III.